# Conservarea alimentelor

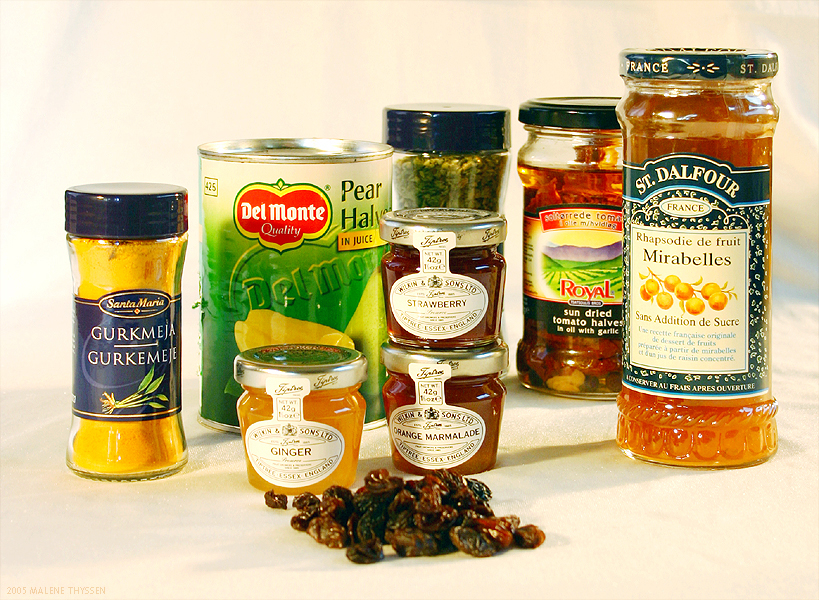
Produse conservate

Conservarea alimentelor este procesul de tratare al alimentelor cu scopul de a păstra un timp cât mai îndelungat alimente bune pentru consum. Prin conservare se încearcă păstrarea atât a gustului alimentelor, a aromei, prospețimii, texturii cât și ca din punct de vedere chimic și microbiologic ele să fie (rămână) apte consumului uman. După procesul de conservare, unele alimente ușor perisabile, precum carnea, peștele, legume, care în mod normal încep să se strice după câteva ore sau zile, pot fi consumate și după câțiva ani în stare conservată. Conservarea trebuie să prevină efectul fermenților, microorganismelor, mucegaiurilor, râncezirea grăsimilor, uscarea alimentelor, oxidarea. 
În general procesul de conservarea a unor alimente este realizat prin mai multe etape, cum ar putea fi:
- prima etapă: fierberea, prin fierbere se distrug microorganismele, se reduce umiditatea
- a doua etapă: adăugarea de zahăr, sare sau alți conservanți după caz
- a treia etapă: păstrarea produsului într-un mediu bine închis, steril, lipsit de aer (borcan cu capac, pungi bine închise , etc)

În unele cazuri încercarea de a conserva unele alimente au dat naștere la mâncăruri diferite mult de produsul de conservat dar foarte apreciate: murături, vin, brânzeturi cu mucegai, iaurturi.

## Începuturi
Primele metode de conservare au fost păstrarea alimentelor în locuri reci și aerisite, acoperirea acestora, înghețarea hrănii, păstrarea alimentelor în substanțe protectoare precum zahărul, sarea, uleiul, oțetul, miere, untură sau prin afumare. 

## Metode de conservare
Uscare și deshidratare

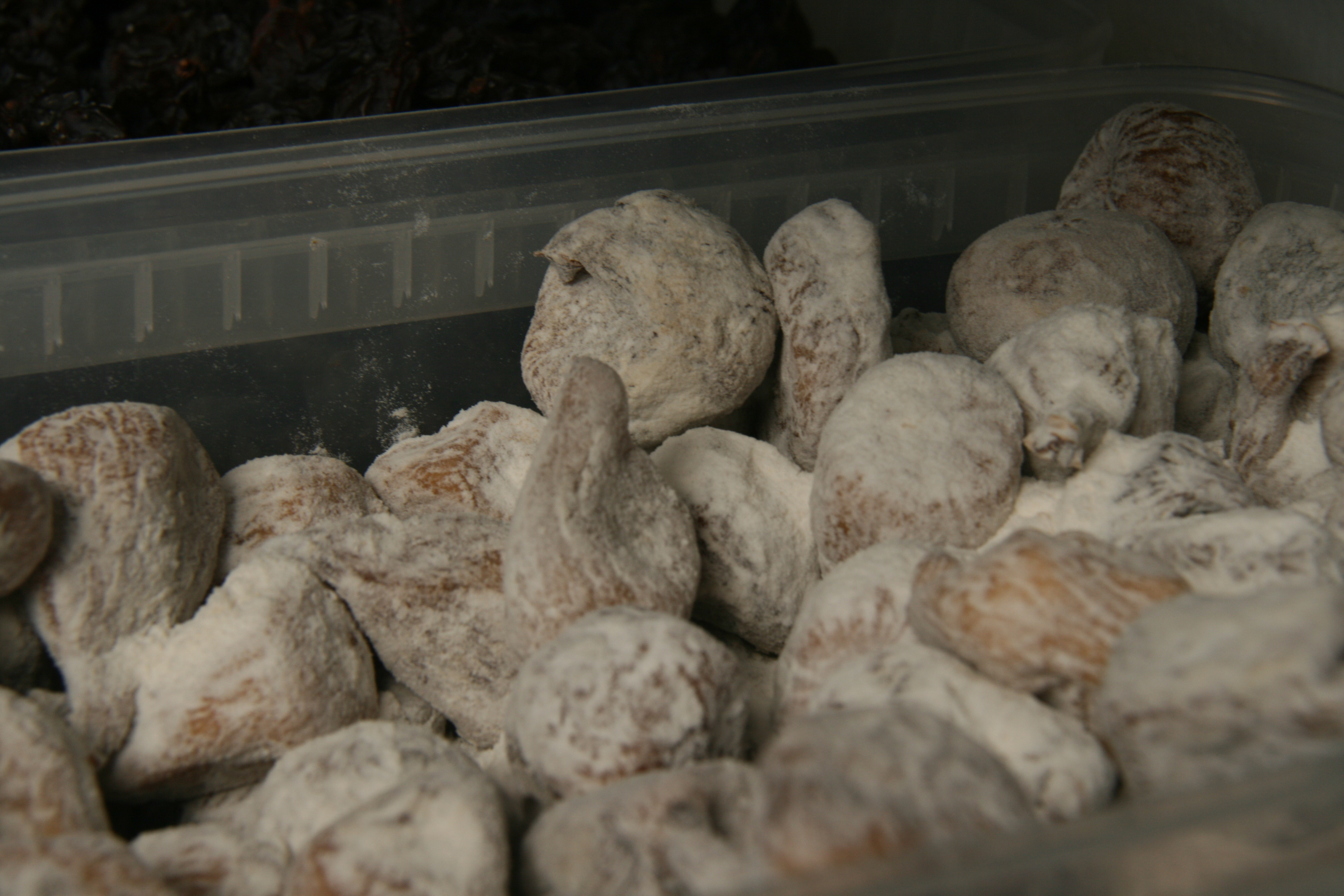
Smochine uscate

Este unul din procesele cele mai vechi folosite de om pentru păstrarea alimentelor. Metoda se folosește de faptul că microorganismele nu se dezvoltă cu ușurință în mediile care duc lipsă de umiditate. Cărnurile, fructele, legumele, zarzavaturile se pot așeza la soare pentru a se usca și astfel vor dura mult mai mult. Există și unele alimente care prin acest proces își schimbă mult gustul față de cel inițial cum ar fi stafidele. 
Sărare și afumare

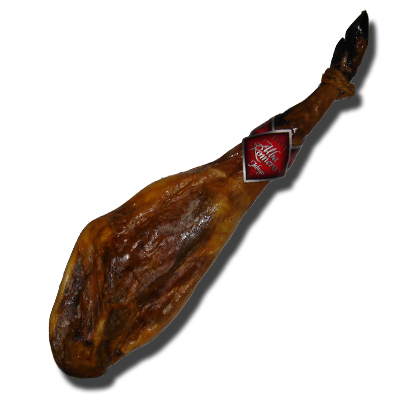
Jamon spaniol

În general cărnurile și peștele se conservă prin aceste tehnici dar există și unele sortimente de brânzeturi, precum cașcavalul sau brânza frământată se păstrează prin aceste procedee. Sărarea și afumatul acționează ca antiseptice ceea ce ferește alimentele de atacul microorganismelor. 
Conservare în grăsime
Carnea se mai poate păstra "la garniță" în untură, în beci, din iarnă până  târziu în vară. Anumite brânzeturi se pot păstra în ulei cu plante aromatice. 
Îmbutelierea

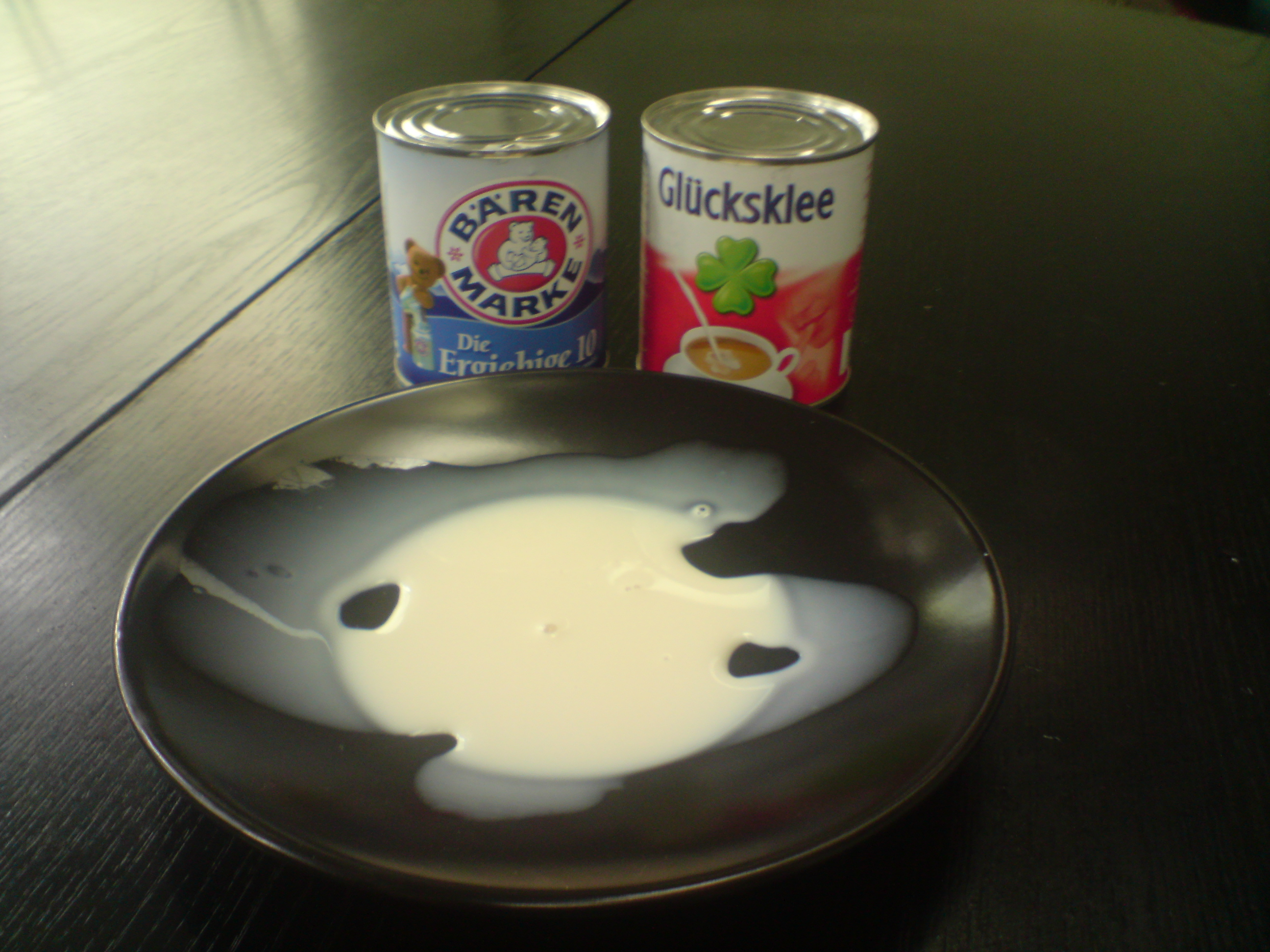
Cutii cu lapte

Îmbutelierea este o metodă de păstrare a alimentelor foarte folosită în actualitate și care practic se poate utiliza în cazul tuturor alimentelor. Alimentele sunt închise etanș după obținerea vidului și încălzite. Orice organism viu este eliminat prin acest procedeu iar alimentele rămân izolate de mediul extern după etanșeizarea recipientului metalic sau din sticlă. Prin căldură se distrug microorganismele și enzimele și pentru asta sunt sterilizate alimentele la temperaturi cuprinse între 100°C și 150°C. 
Înghețarea

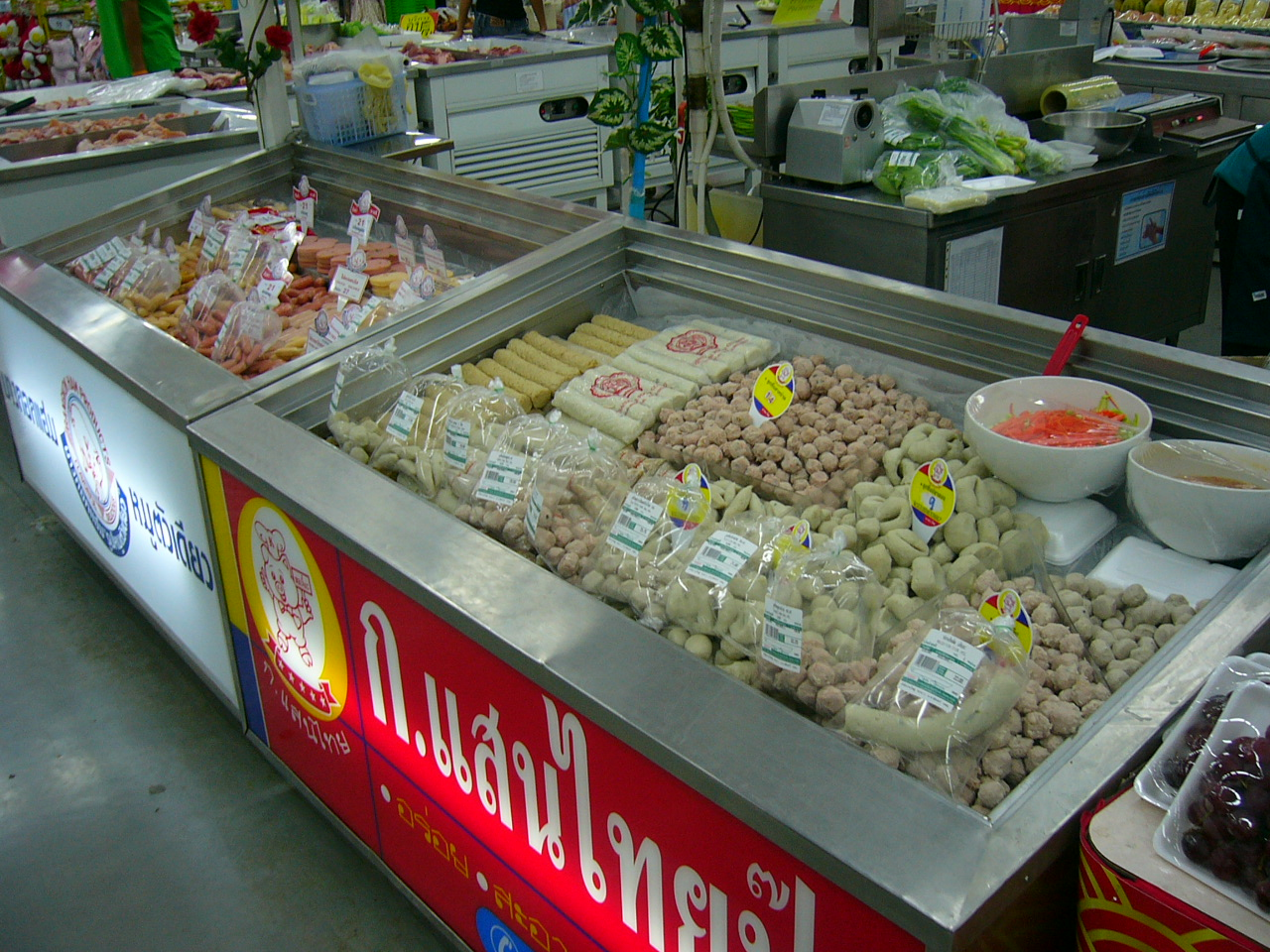
Congelatoare cu produse congelate

Înghețarea sau congelarea este procesul de păstrare a alimentelor la temperaturi mai mici de 0°C. Prin această metodă se pot păstra majoritatea alimentelor de la carne, fructe și legume, pește și până la alimente gata preparate. În procesul de congelare se recomandă înghețarea rapidă a alimentelor pentru a se evita distrugerea texturii și a gustului hrănii. 
- Răcirea alimentelor la temperaturi cuprinse între 3° și 8° grade face ca alimentele să-și păstreze calitățile câteva zile în plus
- Înghețarea la temperaturi cuprinse între -6 °C și -18 °C face ca alimentele să fie păstrate până la 3 luni
- Înghețarea alimentelor la temperaturi între -18 °C și -35 °C, poate duce la conservarea acestora până la un an.

Răcirea și împachetarea în vid

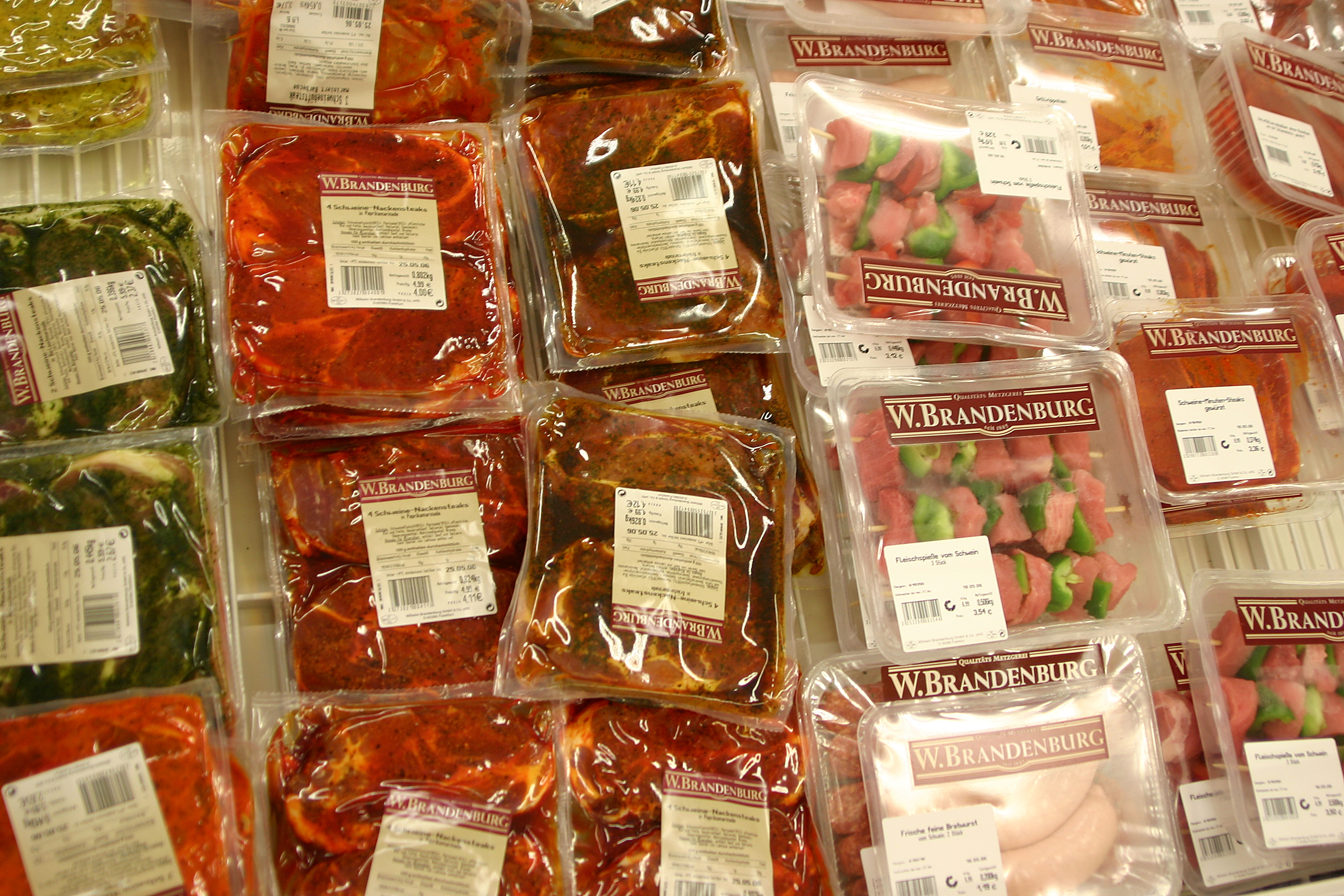
Produse păstrare în atmosferă protectoare

Procesul de răcire și împachetare în vid face ca timpul dintre producere a produsului și consumare a acestuia să fie mai mare. Această metodă face ca produsul să-și păstreze gustul și textura inițială, ceea ce prin alte metode pot fi afectate (congelare, tratarea cu alți conservanți). Învelișul pachetului devine o barieră în fața apei, oxigenului și microorganismelor prin aceasta evitându-se putrefacția și deteriorarea alimentelor. După scoaterea alimentelor din vid acestea devin ușor perisabile.
Conservarea prin medii chimice
Există substanțe chimice, cunoscute ca aditivi alimentari, care ajută la distrugerea microorganismelor și astfel la conservarea alimentelor. Cei mai folosiți aditivi alimentari folosiți în actualitate sunt: acidul acetic, citratul de sodiu, propionatul de calciu, nitriți și nitrați. Aditivii alimentari consumați în exces pot dăuna organismului, de aceea produsele tratate cu aditivi chimici trebuie consumate cu responsabilitate.
Conservarea cu ajutorul zahărului

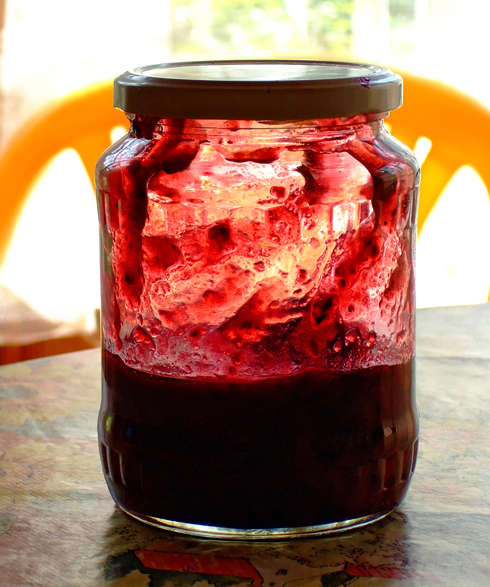
Borcan cu dulceață

Zahărul se folosește pentru conservarea fructelor. Prin aceasta se evită oxidarea fructului datorită faptului că fructul este ferit de oxigenul din atmosferă. Metoda este folosită în cazul fabricării dulceților, gemurilor, fructelor în sirop, siropurilor, marmelade, etc. Păstrarea acestora în borcane bine închise le prelungește timpul de conservare. 
Murarea

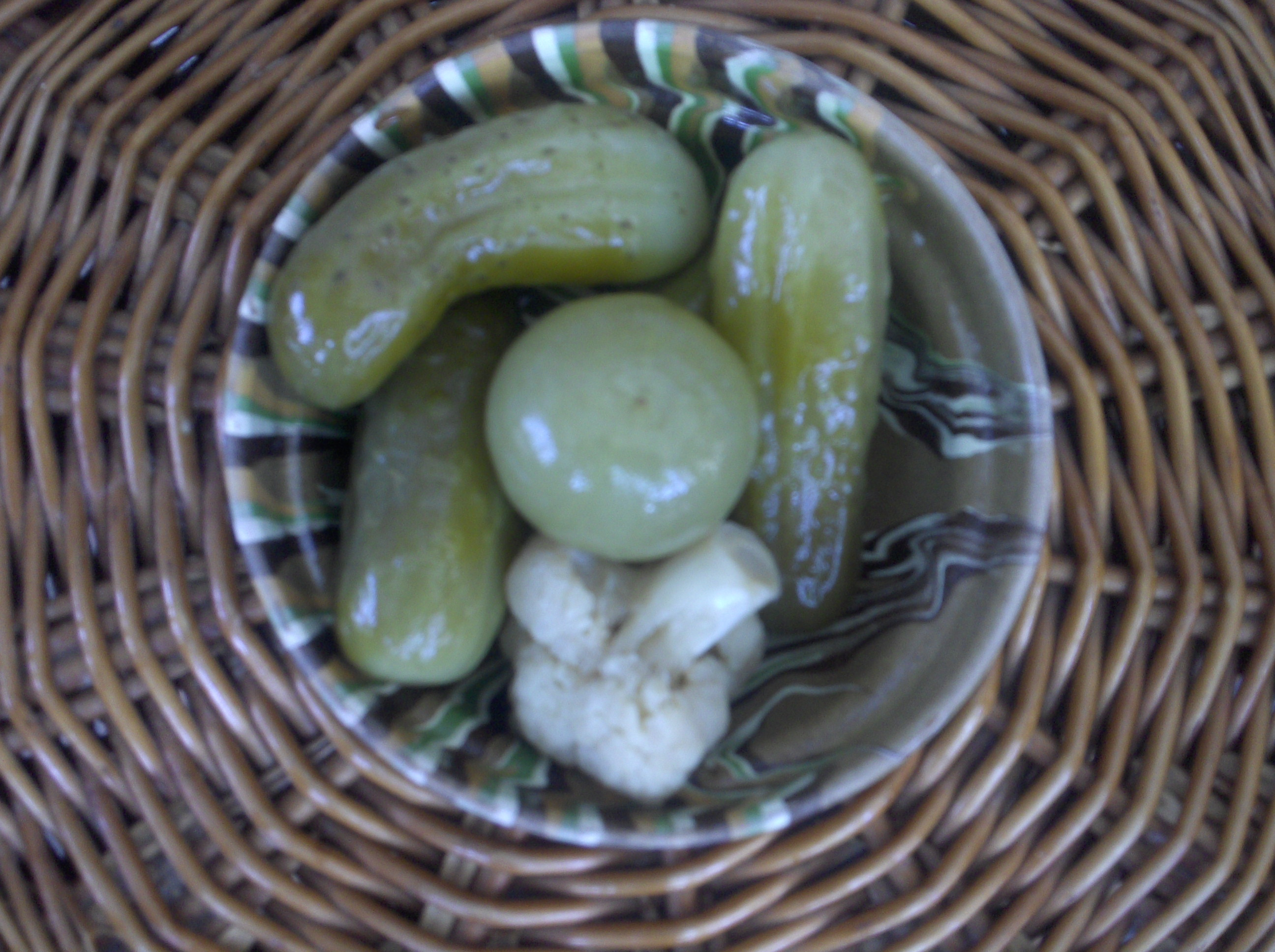
Alimente murate

Murarea este procedeul de păstrare al alimentelor într-un soluție de sare (saramura) sau într-o soluție de oțet la care se adaugă ierburi aromatice. Există numeroase produse alimentare care pot fi supuse acestui tratament de la legume la pește sau brânzeturi (brânza telemea). De reținut că plantele aromatice au și rol de conservare. Printre cele mai folosite sunt hreanul și boabele de muștar.
Îngroparea
Produsele îngropate se pot păstra datorită mai multor factori: lipsa de lumină, lipsa oxigenului, temperaturile scăzute, nivelul pH-ului sau deshidratanții din sol. Fertilizarea poate fi combinată cu alte metode, cum ar fi sărarea sau fermentarea. Cele mai multe alimente pot fi conservate în sol foarte uscat și sărat (deci un desicant), cum ar fi nisipul sau solul care este înghețat. 
Multe legume rădăcinoase sunt foarte rezistente la deteriorare și nu necesită altă conservare decât depozitarea în locuri răcoroase și întunecate, de exemplu prin îngroparea în sol, cum ar fi într-o groapă de stocare. Ouăle seculare sunt create în mod tradițional prin plasarea ouălor în nămol alcalin (sau altă substanță alcalină), rezultând fermentația lor "anorganică" prin creșterea pH-ului în loc de distrugere. Fermentația le conservă și descompune unele dintre cele mai complexe și mai puțin aromate proteine și grăsimi în cele mai simple și mai aromate. Varza de obicei este îngropată toamna  pentru conservare. Unele metode îl păstrează crocant, în timp ce alte metode îl înmoaie. Uneori, carnea este îngropată în condiții care provoacă conservarea. Dacă este îngropat pe cărbuni sau cenușă caldă, căldura poate ucide agenții patogeni, cenușa uscată poate deshidrata și pământul poate bloca oxigenul și o contaminare ulterioară. Dacă este îngropat unde pământul este foarte rece, pământul acționează ca un frigider. Înainte de îngropare, carnea (porc / mistreț) este acoperită cu grăsime. Seul animalului este încălzit și turnat peste carne într-un butoi. Odată ce grăsimea se întărește, butoiul este sigilat și îngropat într-o pivniță sau pământ rece. 
În Orissa, India, este practic să depozitezi orezul prin îngroparea lui subterană. Această metodă ajută la stocarea timp de trei până la șase luni în timpul sezonului uscat.